# Barcode Battler
 (avril 2024).
Si vous disposez d'ouvrages ou d'articles de référence ou si vous connaissez des sites web de qualité traitant du thème abordé ici, merci de compléter l'article en donnant les références utiles à sa vérifiabilité et en les liant à la section « Notes et références ».
Le Barcode battler est une console de jeu vidéo portable créée en 1991 par Epoch.

## Principe
Le jeu bénéficie d'une interface graphique sommaire, représentée par des séries de chiffres ou un écran de sélection.
La console est accompagnée de cartes représentant six héros (trois guerriers et trois magiciens) de basse puissance, une dizaine de cartes équipement et dix cartes de monstres plus puissants, ainsi que quelques cartes vierges. Le jeu demande par moments au joueur de scanner des cartes pour enregistrer un personnage ou l'équiper.
L'attrait du jeu consiste à essayer des codes-barres du commerce. Le joueur peut donc découper des codes-barres sur des emballages et tenter de voir s'il contient les statistiques d'un personnage ou d'un objet.

## Modes de jeu
Il existe trois modes de jeu :
- P0 : mode permettant à deux joueurs de se confronter, chaque joueur enregistre un personnage et l'équipe, puis tente de se défaire de son adversaire.

- P1 : Dans ce mode campagne, le joueur incarne deux des six personnages en fuite à la suite d'une invasion ennemie. Le joueur choisit deux personnages, un guerrier et un magicien. Il part ensuite à la conquête de cinq forteresses, chacune comprenant cinq donjons ; un donjon est gardé par cinq personnages, deux magiciens, deux guerriers, et un boss (guerrier). Les caractéristiques de ces adversaires ne sont pas sur des cartes, mais enregistrés directement dans la console. Un livret additionnel donne des détails sur ces adversaires. Après avoir détruit un adversaire, le héros l'ayant vaincu gagne des points d'attaque ou de défense, mais garde les points de vie - charge à lui de s'assurer qu'il est suffisamment soigné à la fin du combat. Après avoir conquis une forteresse, un code spécifique au tandem guerrier-magicien choisi permet de continuer la campagne en attaquant la forteresse suivante.

- P2 : A l'issue d'une campagne P1, le joueur peut débuter cette phase finale avec le tandem et un code permettant d'être à la hauteur des adversaires à affronter. Parmi les dix adversaires représentés sur des cartes, l'un d'entre eux est le boss final qu'il faut détruire pour terminer la campagne.

## Le jeu
Le Barcode Battler est une succession de combats de type "jeu de rôle" avec des points d'attaque, de défense ou de magie.
Il se joue au tour par tour, les cartes permettent de rajouter des points de vie, d'attaque ou de défense représentés par diverses armes ou systèmes de défense.
La console était accompagnée d'un petit livret d'aventure permettant de scénariser la suite de chiffres et de lettres représentant un ennemi.

## Un système mort-né hors du Japon
Alors que le Barcode Battler rencontre un immense succès au Japon, c'est un fiasco dans le reste du monde. L'absence de graphismes, la faible autonomie, la « musique » sous forme de suite de « bips » uniquement et le peu d'intérêt ont donc tué cette « console », vendue d'ailleurs à un prix élevé.
Cette console offrait pourtant des possibilités de jeu très larges car pouvait fonctionner avec quasiment n'importe quel code barre.

## Barcode BattlerII
La popularité du Barcode Battler était telle qu’en 1992 une console portable appelé Barcode Battler II a été conçue pour améliorer les fonctionnalités.